# ایلینوورت
ایلینوورت (به آلمانی: Ihlienworth) یک شهر در آلمان است که در Land Hadeln واقع شده‌است. ایلینوورت ۱٬۷۱۰ نفر جمعیت دارد.